# Pseudacrossus tenebricosus
Pseudacrossus tenebricosus är en skalbaggsart som beskrevs av Schmidt 1922. Pseudacrossus tenebricosus ingår i släktet Pseudacrossus och familjen Aphodiidae. Inga underarter finns listade i Catalogue of Life.